# Tour des Flandres féminin 2012
La 9e édition du Tour des Flandres féminin a lieu le 1er avril 2012. C'est la troisième épreuve de la Coupe du monde. L'épreuve est remportée par l'Allemande Judith Arndt.

## Équipes
| Équipes féminines professionnelles (24)- AA Drink-leontien.nl - Abus Nutrixxion - Be Pink - Bizkaia-Durango - Diadora-Pasta Zara - Dolmans-Boels - Faren-Honda - GSD Gestion - Hitec Products - Kleo Ladies - Lotto-Belisol Ladies - MCipollini - Giambenini - Gauss - GreenEdge-AIS - Stichting Rabo Women - RusVelo - SC Michela Fanini Rox - Sengers Ladies - Skil-Argos - Specialized-Lululemon - Tibco-To the Top - Fassa Bortolo-Servetto - Topsport Vlaanderen-Ridley - Vaiano Tepso - Vienne Futuroscope Équipes nationales (5)- Allemagne - Canada - États-Unis - Pays-Bas - Suède |
| |

## Parcours
Le parcours est profondément modifié. La course arrive à Audenarde (Flandre-Orientale), et non à Meerbeke comme c'était le cas depuis sa création. Ainsi, le mur de Grammont, « traditionnel juge de paix » de la course qui y passe depuis 1969, en disparaît. Le Vieux Quaremont et le Paterberg acquièrent en revanche davantage d'importance : ils sont empruntés trois fois dans les 80 derniers kilomètres,,,,.
Le parcours de la course, long de 127,4 km, démarre de la Grand-Place d'Audenarde. Il fait tout d'abord une boucle vers le nord sans grande difficulté en empruntant des routes larges. La course passe ainsi à Gavere avant de se diriger vers Audenarde. Au kilomètre cinquante, le premier mont est escaladé : il s'agit du Rekelberg. Dans le final, le vieux Quaremont puis le Paterberg sont montés. Ce dernier est situé à vingt-trois kilomètres de l'arrivée. La côte de Hotond est encore escaladée par la suite. L'arrivée est située dans la Minderbroederstraat d'Audenarde.
Neuf monts sont au programme de cette édition, pour la plupart recouverts de pavés :
| Mont | Nom             | Km    | Revêtement | Longueur (m) | Pente moyenne | Km de l'arrivée |
| ---- | --------------- | ----- | ---------- | ------------ | ------------- | --------------- |
| 1    | Rekelberg       | 50    | asphalte   | 800          | 4,0 %         | 79,3            |
| 2    | Berendries      | 54    | asphalte   | 940          | 7 %           | 75,3            |
| 3    | Valkenberg      | 61,7  | asphalte   | 540          | 8,1 %         | 67,6            |
| 4    | Kaperij (nl)    | 74    | pavés      | 1 000        | 5,5 %         | 55,3            |
| 5    | Kanarieberg     | 81,3  | asphalte   | 1 000        | 7,7 %         | 48              |
| 6    | Kruisberg       | 93,1  | asphalte   | 2 500        | 5 %           | 36,2            |
| 7    | Vieux Quaremont | 102,9 | pavés      | 2 200        | 4 %           | 26,4            |
| 8    | Paterberg       | 106,3 | pavés      | 360          | 12,9 %        | 23,0            |
| 9    | Hotond          | 113,3 | asphalte   | 3 000        | 3,5 %         | 16              |

En plus des traditionnels monts, il y a deux secteurs pavés :
| Secteur | Nom           | Km   | Longueur (m) | Km de l'arrivée |
| ------- | ------------- | ---- | ------------ | --------------- |
| 1       | Paddestraat   | 40,9 | 2 300        | 88,4            |
| 2       | Haaghoek (nl) | 65,1 | 2 000        | 64,2            |

### Favorites
La leader de la Coupe du monde, Marianne Vos, malade, n'est pas au départ.

## Récit de la course
La météo est idéale. Dans le secteur pavé d'Haaghoek, le peloton accélère sous l'impulsion d'Elizabeth Armitstead et de Tiffany Cromwell. Il se scinde en trois parties. Parmi les absentes à l'avant, on compte Annemiek van Vleuten, qui a creuvé dans la Paddestraat, et Nicole Cooke. Dans le Kanarieberg, sept coureuses se détachent. Le groupe se réduit à quatre unités : Liesbet de Vocht, Elizabeth Armitstead, Carmen Small et Alexis Rhodes. Elles sont reprises dans Renaix. Evelyn Stevens s'échappe ensuite avec sa compatriote Andrea Dvorak dans le Kruisberg. Toutefois dans le vieux Kwaremont, Carmen Small imprime un rythme élevé pour permettre à Kristin Armstrong d'attaquer. Cette dernière est suivie par Judith Arndt. Emma Johansson est un peu plus loin. Elles reprennent immédiatement l'échappée. La Suédoise ne parvient cependant par à revenir sur Arndt et Armstrong. Les deux spécialistes du contre-la-montre creusent rapidement un écart important. Derrière l'équipe AA Drink chasse pour la sprinteuse Kirsten Wild. À noter, que la radio course connaît à ce moment-là une défaillance. Le peloton n'est donc pas informé des écarts avec la tête de course. Judith Arndt et Kristin Armstrong se disputent la victoire au sprint. Il est lancé par l'Américaine, mais Judith Arndt n'a aucune difficulté à la passer. Le sprint pour la troisième place voit Joëlle Numainville devancer Kirsten Wild et Adrie Visser. Avec sa seconde place, Kristin Armstrong se place dans la course pour la sélection aux Jeux olympiques,,.

## Classements

### Classement final
| \| Classement général \| Classement général \| Classement général \| Classement général \| Classement général \| \| Coureuse \| Coureuse \| Pays \| Équipe \| Temps \| \| ------------------ \| -------------------- \| ------------------ \| --------------------- \| ------------------ \| \| 1re \| Judith Arndt \| Allemagne \| GreenEdge-AIS \| 3 h 19 min 05 s \| \| 2e \| Kristin Armstrong \| États-Unis \| États-Unis \| + 2 s \| \| 3e \| Joëlle Numainville \| Canada \| Canada \| + 30 s \| \| 4e \| Kirsten Wild \| Pays-Bas \| AA Drink-Leontien.nl \| + 30 s \| \| 5e \| Adrie Visser \| Pays-Bas \| Skil Koga \| + 30 s \| \| 6e \| Ellen van Dijk \| Pays-Bas \| Specialized-Lululemon \| + 30 s \| \| 7e \| Loes Gunnewijk \| Pays-Bas \| GreenEdge-AIS \| + 30 s \| \| 8e \| Christine Majerus \| Luxembourg \| GSD Gestion \| + 30 s \| \| 9e \| Anna van der Breggen \| Pays-Bas \| Sengers \| + 30 s \| \| 10e \| Alena Amialiusik \| Biélorussie \| Be Pink \| + 30 s \| |                      |             |                       |                 |
| |                      |             |                       |                 |
| Source : Cycling Quotient |                      |             |                       |                 |
| Classement général |                      |             |                       |                 |
| Coureuse | Coureuse             | Pays        | Équipe                | Temps           |
| 1re | Judith Arndt         | Allemagne   | GreenEdge-AIS         | 3 h 19 min 05 s |
| 2e | Kristin Armstrong    | États-Unis  | États-Unis            | + 2 s           |
| 3e | Joëlle Numainville   | Canada      | Canada                | + 30 s          |
| 4e | Kirsten Wild         | Pays-Bas    | AA Drink-Leontien.nl  | + 30 s          |
| 5e | Adrie Visser         | Pays-Bas    | Skil Koga             | + 30 s          |
| 6e | Ellen van Dijk       | Pays-Bas    | Specialized-Lululemon | + 30 s          |
| 7e | Loes Gunnewijk       | Pays-Bas    | GreenEdge-AIS         | + 30 s          |
| 8e | Christine Majerus    | Luxembourg  | GSD Gestion           | + 30 s          |
| 9e | Anna van der Breggen | Pays-Bas    | Sengers               | + 30 s          |
| 10e | Alena Amialiusik     | Biélorussie | Be Pink               | + 30 s          |

### Points attribués
| Position           | 1er | 2e | 3e | 4e | 5e | 6e | 7e | 8e | 9e | 10e | 11e | 12e | 13e | 14e | 15e |
| Classement général | 100 | 70 | 40 | 30 | 25 | 20 | 15 | 10 | 9  | 8   | 7   | 6   | 5   | 4   | 3   |

## Liste des participantes
| Légende | Légende                                                                    | Légende | Légende                                                    |
| ------- | -------------------------------------------------------------------------- | ------- | ---------------------------------------------------------- |
| Num     | Dossard de départ porté par le coureur sur ce Tour des Flandres            | Pos     | Position à l'arrivée de la course                          |
|         | Indique un maillot de champion national ou mondial, suivi de sa spécialité | NP      | Indique un coureur qui n'a pas pris le départ de la course |
| AB      | Indique un coureur qui n'a pas terminé la course                           | HD      | Indique un coureur qui a terminé la course hors des délais |

| Stichting Rabo Women RBW | Stichting Rabo Women RBW     | Stichting Rabo Women RBW |
| ------------------------ | ---------------------------- | ------------------------ |
| Num                      | Coureuse                     | Pos                      |
| 1                        | Annemiek van Vleuten (NED)   | AB                       |
| 2                        | Liesbet De Vocht (BEL)       | 36e                      |
| 3                        | Sarah Düster (GER)           | 47e                      |
| 4                        | Pauline Ferrand-Prévot (FRA) | 11e                      |
| 5                        | Tatiana Antoshina (RUS)      | 18e                      |
| 6                        | Iris Slappendel (NED)        | AB                       |

| Diadora-Pasta Zara DPZ | Diadora-Pasta Zara DPZ        | Diadora-Pasta Zara DPZ |
| ---------------------- | ----------------------------- | ---------------------- |
| Num                    | Coureuse                      | Pos                    |
| 11                     | Alona Andruk (UKR)            | 70e                    |
| 12                     | Polona Batagelj (SLO) (route) | 67e                    |
| 13                     | Inga Čilvinaitė (LTU)         | 53e                    |
| 14                     | Alessandra D'Ettorre (ITA)    | AB                     |
| 15                     | Amber Pierce (USA)            | AB                     |
| 16                     | Giada Borgato (ITA)           | AB                     |

| Specialized-Lululemon SLU | Specialized-Lululemon SLU         | Specialized-Lululemon SLU |
| ------------------------- | --------------------------------- | ------------------------- |
| Num                       | Coureuse                          | Pos                       |
| 21                        | Ellen van Dijk (NED)              | 6e                        |
| 22                        | Trixi Worrack (GER)               | 26e                       |
| 22                        | Chloe Hosking (AUS)               | AB                        |
| 23                        | Clara Hughes (CAN)                | 45e                       |
| 25                        | Evelyn Stevens (USA)              | 32e                       |
| 26                        | Ina-Yoko Teutenberg (GER) (route) | 42e                       |

| AA Drink-Leontien.nl LNL | AA Drink-Leontien.nl LNL        | AA Drink-Leontien.nl LNL |
| ------------------------ | ------------------------------- | ------------------------ |
| Num                      | Coureuse                        | Pos                      |
| 31                       | Kirsten Wild (NED)              | 4e                       |
| 32                       | Emma Pooley (GBR)               | 35e                      |
| 33                       | Chantal Blaak (NED)             | 27e                      |
| 34                       | Lucinda Brand (NED)             | 56e                      |
| 35                       | Lizzie Armitstead (GBR) (route) | 34e                      |
| 36                       | Lucy Martin (GBR)               | 63e                      |

| GreenEdge-AIS GEW | GreenEdge-AIS GEW           | GreenEdge-AIS GEW |
| ----------------- | --------------------------- | ----------------- |
| Num               | Coureuse                    | Pos               |
| 41                | Loes Gunnewijk (NED)        | 7e                |
| 42                | Judith Arndt (GER)          | 1re               |
| 43                | Jessie MacLean (AUS)        | AB                |
| 44                | Tiffany Cromwell (AUS)      | 15e               |
| 45                | Amanda Spratt (AUS) (route) | 33e               |
| 46                | Alexis Rhodes (AUS)         | 46e               |

| Hitec Products-Mistral Home HPU | Hitec Products-Mistral Home HPU        | Hitec Products-Mistral Home HPU |
| ------------------------------- | -------------------------------------- | ------------------------------- |
| Num                             | Coureuse                               | Pos                             |
| 51                              | Emma Johansson (SWE) (route)           | 12e                             |
| 52                              | Sara Mustonen (SWE)                    | AB                              |
| 53                              | Emilie Moberg (NOR)                    | AB                              |
| 54                              | Elisa Longo Borghini (ITA)             | 23e                             |
| 55                              | Lise Hafsø Nøstvold (NOR)              | 59e                             |
| 56                              | Christel Ferrier-Bruneau (FRA) (route) | 61e                             |

| Be Pink BPK | Be Pink BPK                    | Be Pink BPK |
| ----------- | ------------------------------ | ----------- |
| Num         | Coureuse                       | Pos         |
| 61          | Noemi Cantele (ITA) (route)    | 31e         |
| 62          | Oxana Kozonchuk (RUS)          | 64e         |
| 63          | Julia Martisova (RUS)          | 51e         |
| 64          | Alena Amialiusik (BLR) (route) | 10e         |
| 65          | Silvia Valsecchi (ITA)         | AB          |
| 66          | Simona Frapporti (ITA)         | AB          |

| Faren-Honda FHT | Faren-Honda FHT         | Faren-Honda FHT |
| --------------- | ----------------------- | --------------- |
| Num             | Coureuse                | Pos             |
| 71              | Nicole Cooke (GBR)      | AB              |
| 72              | Fabiana Luperini (ITA)  | AB              |
| 73              | Luisa Tamanini (ITA)    | AB              |
| 74              | Jennifer Hohl (SUI)     | AB              |
| 75              | Giuseppina Grassi (MEX) | AB              |
| 76              | Rochelle Gilmore (AUS)  | AB              |

| RusVelo RVL | RusVelo RVL                | RusVelo RVL |
| ----------- | -------------------------- | ----------- |
| Num         | Coureuse                   | Pos         |
| 81          | Hanka Kupfernagel (GER)    | 16e         |
| 82          | Olga Zabelinskaïa (RUS)    | 29e         |
| 83          | Svetlana Boubnenkova (RUS) | 39e         |
| 84          | Natalja Bojarskaja (RUS)   | AB          |
| 85          | Romy Kasper (GER)          | 60e         |
| 86          | Irina Molicheva (RUS)      | 44e         |

| Lotto Belisol Ladies LBL | Lotto Belisol Ladies LBL | Lotto Belisol Ladies LBL |
| ------------------------ | ------------------------ | ------------------------ |
| Num                      | Coureuse                 | Pos                      |
| 91                       | Ludivine Henrion (BEL)   | 49e                      |
| 92                       | Sofie De Vuyst (BEL)     | AB                       |
| 94                       | Kaat Hannes (BEL)        | 58e                      |
| 95                       | Kim Schoonbaert (BEL)    | AB                       |
| 96                       | Cherise Willeit (RSA)    | AB                       |

| Dolmans-Boels DLT | Dolmans-Boels DLT          | Dolmans-Boels DLT |
| ----------------- | -------------------------- | ----------------- |
| Num               | Coureuse                   | Pos               |
| 101               | Pauliena Rooijakkers (NED) | AB                |
| 102               | Irene van den Broek (NED)  | AB                |
| 103               | Lieselot Decroix (BEL)     | 24e               |
| 104               | Laura van der Kamp (NED)   | AB                |
| 105               | Janneke Ensing (NED)       | AB                |
| 106               | Mascha Pijnenborg (NED)    | 62e               |

| MCipollini-Giambenini-Gauss MCG | MCipollini-Giambenini-Gauss MCG | MCipollini-Giambenini-Gauss MCG |
| ------------------------------- | ------------------------------- | ------------------------------- |
| Num                             | Coureuse                        | Pos                             |
| 111                             | Monia Baccaille (ITA)           | 40e                             |
| 112                             | Marta Bastianelli (ITA)         | AB                              |
| 113                             | Valentina Carretta (ITA)        | 54e                             |
| 114                             | Tatiana Guderzo (ITA)           | 25e                             |
| 115                             | Alessandra Borchi (ITA)         | AB                              |
| 116                             | Marta Tagliaferro (ITA)         | 65e                             |

| Skil Koga SKI | Skil Koga SKI              | Skil Koga SKI |
| ------------- | -------------------------- | ------------- |
| Num           | Coureuse                   | Pos           |
| 121           | Regina Bruins (NED)        | 69e           |
| 122           | Amy Pieters (NED)          | AB            |
| 123           | Suzanne de Goede (NED)     | AB            |
| 124           | Adrie Visser (NED)         | 5e            |
| 125           | Janneke Busser Kanis (NED) | AB            |
| 126           | Esra Tromp (NED)           | AB            |

| Vaiano Tepso VAI | Vaiano Tepso VAI             | Vaiano Tepso VAI |
| ---------------- | ---------------------------- | ---------------- |
| Num              | Coureuse                     | Pos              |
| 131              | Rasa Leleivytė (LTU) (route) | 19e              |
| 132              | Anna Trevisi (ITA)           | AB               |
| 133              | Alessia Martini (ITA)        | AB               |
| 134              | Aleksandra Sošenko (LTU)     | AB               |
| 135              | Eleonora Spaliviero (ITA)    | AB               |
| 136              | Urtė Juodvalkytė (LTU)       | AB               |

| Kleo Ladies KLT | Kleo Ladies KLT              | Kleo Ladies KLT |
| --------------- | ---------------------------- | --------------- |
| Num             | Coureuse                     | Pos             |
| 141             | Evelyn Arys (BEL)            | AB              |
| 142             | Anne Arnouts (BEL)           | 66e             |
| 143             | Annelies Van Doorslaer (BEL) | 50e             |
| 144             | Petra Dijkman (NED)          | AB              |
| 145             | Martina Corazza (ITA)        | 37e             |
| 146             | Marie Lindberg (SWE)         | AB              |

| Tibco-To the Top TIB | Tibco-To the Top TIB     | Tibco-To the Top TIB |
| -------------------- | ------------------------ | -------------------- |
| Num                  | Coureuse                 | Pos                  |
| 151                  | Megan Guarnier (USA)     | 21e                  |
| 152                  | Amanda Miller (USA)      | 57e                  |
| 153                  | Samantha Schneider (USA) | 38e                  |
| 154                  | Jennifer Purcell (USA)   | AB                   |
| 155                  | Jennifer Wheeler (USA)   | AB                   |
| 156                  | Lauren Hall (USA)        | 48e                  |

| SC Michela Fanini Rox MIC | SC Michela Fanini Rox MIC     | SC Michela Fanini Rox MIC |
| ------------------------- | ----------------------------- | ------------------------- |
| Num                       | Coureuse                      | Pos                       |
| 161                       | Valentina Scandolara (ITA)    | 68e                       |
| 162                       | Lorena Foresi (ITA)           | AB                        |
| 163                       | Alexandra Burtschenkowa (RUS) | AB                        |
| 164                       | Martina Růžičková (CZE)       | AB                        |
| 165                       | Michal Ella (ISR)             | AB                        |
| 166                       | Verónica Leal (MEX)           | AB                        |

| GSD Gestion ESG | GSD Gestion ESG                 | GSD Gestion ESG |
| --------------- | ------------------------------- | --------------- |
| Num             | Coureuse                        | Pos             |
| 172             | Mélanie Bravard (FRA)           | AB              |
| 173             | Christine Majerus (LUX) (route) | 8e              |
| 174             | Lina-Kristin Schink (GER)       | AB              |
| 175             | Anne-Marie Schmitt (LUX)        | AB              |
| 176             | Lucie Pader (FRA)               | AB              |

| Vienne Futuroscope FUT | Vienne Futuroscope FUT | Vienne Futuroscope FUT |
| ---------------------- | ---------------------- | ---------------------- |
| Num                    | Coureuse               | Pos                    |
| 181                    | Julie Beveridge (CAN)  | AB                     |
| 182                    | Karol-Ann Canuel (CAN) | AB                     |
| 183                    | Audrey Cordon (FRA)    | 17e                    |
| 184                    | Andrea Graus (AUT)     | AB                     |
| 185                    | Amélie Rivat (FRA)     | 20e                    |
| 186                    | Fiona Dutriaux (FRA)   | AB                     |

| Abus Nutrixxion NXX | Abus Nutrixxion NXX            | Abus Nutrixxion NXX |
| ------------------- | ------------------------------ | ------------------- |
| Num                 | Coureuse                       | Pos                 |
| 191                 | Belinda Goss (AUS)             | AB                  |
| 192                 | Daniela Gaß (GER)              | AB                  |
| 193                 | Anna-Bianca Schnitzmeier (GER) | AB                  |
| 194                 | Emma Mackie (AUS)              | AB                  |
| 195                 | Rachel Neylan (AUS)            | AB                  |
| 196                 | Marlen Jöhrend (GER)           | AB                  |

| Bizkaia-Durango BPD | Bizkaia-Durango BPD         | Bizkaia-Durango BPD |
| ------------------- | --------------------------- | ------------------- |
| Num                 | Coureuse                    | Pos                 |
| 201                 | Cristina Alcalde (ESP)      | AB                  |
| 202                 | Dorleta Eskamendi Gil (ESP) | AB                  |
| 203                 | Joanne Hogan (AUS)          | AB                  |
| 204                 | Anna Sanchis (ESP)          | AB                  |
| 205                 | Ane Santesteban (ESP)       | AB                  |
| 206                 | Andrea Fraile (ESP)         | AB                  |

| Fassa Bortolo-Servetto TOG | Fassa Bortolo-Servetto TOG | Fassa Bortolo-Servetto TOG |
| -------------------------- | -------------------------- | -------------------------- |
| Num                        | Coureuse                   | Pos                        |
| 211                        | Elena Berlato (ITA)        | AB                         |
| 212                        | Francesca Cauz (ITA)       | AB                         |
| 213                        | Soraya Paladin (ITA)       | AB                         |
| 214                        | Barbara Guarischi (ITA)    | AB                         |
| 215                        | Giulia Ronchi (ITA)        | AB                         |
| 216                        | Doris Schweizer (SUI)      | AB                         |

| Topsport Vlaanderen-Ridley VLL | Topsport Vlaanderen-Ridley VLL | Topsport Vlaanderen-Ridley VLL |
| ------------------------------ | ------------------------------ | ------------------------------ |
| Num                            | Coureuse                       | Pos                            |
| 221                            | Ine Beyen (BEL)                | 52e                            |
| 222                            | Latoya Brulee (BEL)            | AB                             |
| 223                            | Maaike Polspoel (BEL)          | 14e                            |
| 224                            | Els Belmans (BEL)              | AB                             |
| 225                            | Anisha Vekemans (BEL)          | AB                             |
| 226                            | Gilke Croket (BEL)             | AB                             |

| Sengers ___ | Sengers ___                | Sengers ___ |
| ----------- | -------------------------- | ----------- |
| Num         | Coureuse                   | Pos         |
| 231         | Kimberly Buyl (BEL)        | AB          |
| 232         | Céline Van Severen (BEL)   | AB          |
| 233         | Anna van der Breggen (NED) | 9e          |
| 234         | Inge Roggeman (BEL)        | AB          |
| 235         | Geerike Schreurs (NED)     | AB          |
| 236         | Birgit Lavrijssen (NED)    | AB          |

| Pays-Bas NED | Pays-Bas NED         | Pays-Bas NED |
| ------------ | -------------------- | ------------ |
| Num          | Coureuse             | Pos          |
| 241          | Annelies Visser      | AB           |
| 242          | Julia Soek           | AB           |
| 243          | Josien van Wingerden | 55e          |
| 244          | Sabrina Stultiens    | AB           |
| 245          | Jet Wildeman         | AB           |
| 246          | Kim de Baat          | AB           |

| Allemagne GER | Allemagne GER        | Allemagne GER |
| ------------- | -------------------- | ------------- |
| Num           | Coureuse             | Pos           |
| 251           | Sarah Lena Hofmann   | AB            |
| 252           | Lisa Poller          | AB            |
| 253           | Marie-Therese Ludwig | AB            |
| 254           | Lisa Küllmer         | AB            |
| 255           | Janine Bubner        | AB            |
| 256           | Lisa Fischer         | AB            |

| Suède SWE | Suède SWE         | Suède SWE |
| --------- | ----------------- | --------- |
| Num       | Coureuse          | Pos       |
| 261       | Beata Sandström   | AB        |
| 262       | Jessica Kihlbom   | AB        |
| 263       | Hanna Nilsson     | AB        |
| 264       | Linnea Sjöblom    | AB        |
| 265       | Martina Thomasson | AB        |

| États-Unis USA | États-Unis USA    | États-Unis USA |
| -------------- | ----------------- | -------------- |
| Num            | Coureuse          | Pos            |
| 271            | Kristin Armstrong | 2e             |
| 272            | Andrea Dvorak     | 28e            |
| 273            | Carmen Small      | 13e            |
| 274            | Kristin McGrath   | 43e            |
| 275            | Tayler Wiles      | 30e            |
| 276            | Kasey Clark       | AB             |

| Canada CAN | Canada CAN         | Canada CAN |
| ---------- | ------------------ | ---------- |
| Num        | Coureuse           | Pos        |
| 281        | Joëlle Numainville | 3e         |
| 282        | Rhae-Christie Shaw | AB         |
| 283        | Joanie Caron       | AB         |
| 284        | Leah Guloien       | AB         |
| 285        | Denise Ramsden     | 26e        |
| 286        | Leah Kirchmann     | 41e        |

| Stichting Rabo Women RBW | Stichting Rabo Women RBW     | Stichting Rabo Women RBW |
| ------------------------ | ---------------------------- | ------------------------ |
| Num                      | Coureuse                     | Pos                      |
| 1                        | Annemiek van Vleuten (NED)   | AB                       |
| 2                        | Liesbet De Vocht (BEL)       | 36e                      |
| 3                        | Sarah Düster (GER)           | 47e                      |
| 4                        | Pauline Ferrand-Prévot (FRA) | 11e                      |
| 5                        | Tatiana Antoshina (RUS)      | 18e                      |
| 6                        | Iris Slappendel (NED)        | AB                       |

| Diadora-Pasta Zara DPZ | Diadora-Pasta Zara DPZ        | Diadora-Pasta Zara DPZ |
| ---------------------- | ----------------------------- | ---------------------- |
| Num                    | Coureuse                      | Pos                    |
| 11                     | Alona Andruk (UKR)            | 70e                    |
| 12                     | Polona Batagelj (SLO) (route) | 67e                    |
| 13                     | Inga Čilvinaitė (LTU)         | 53e                    |
| 14                     | Alessandra D'Ettorre (ITA)    | AB                     |
| 15                     | Amber Pierce (USA)            | AB                     |
| 16                     | Giada Borgato (ITA)           | AB                     |

| Specialized-Lululemon SLU | Specialized-Lululemon SLU         | Specialized-Lululemon SLU |
| ------------------------- | --------------------------------- | ------------------------- |
| Num                       | Coureuse                          | Pos                       |
| 21                        | Ellen van Dijk (NED)              | 6e                        |
| 22                        | Trixi Worrack (GER)               | 26e                       |
| 22                        | Chloe Hosking (AUS)               | AB                        |
| 23                        | Clara Hughes (CAN)                | 45e                       |
| 25                        | Evelyn Stevens (USA)              | 32e                       |
| 26                        | Ina-Yoko Teutenberg (GER) (route) | 42e                       |

| AA Drink-Leontien.nl LNL | AA Drink-Leontien.nl LNL        | AA Drink-Leontien.nl LNL |
| ------------------------ | ------------------------------- | ------------------------ |
| Num                      | Coureuse                        | Pos                      |
| 31                       | Kirsten Wild (NED)              | 4e                       |
| 32                       | Emma Pooley (GBR)               | 35e                      |
| 33                       | Chantal Blaak (NED)             | 27e                      |
| 34                       | Lucinda Brand (NED)             | 56e                      |
| 35                       | Lizzie Armitstead (GBR) (route) | 34e                      |
| 36                       | Lucy Martin (GBR)               | 63e                      |

| GreenEdge-AIS GEW | GreenEdge-AIS GEW           | GreenEdge-AIS GEW |
| ----------------- | --------------------------- | ----------------- |
| Num               | Coureuse                    | Pos               |
| 41                | Loes Gunnewijk (NED)        | 7e                |
| 42                | Judith Arndt (GER)          | 1re               |
| 43                | Jessie MacLean (AUS)        | AB                |
| 44                | Tiffany Cromwell (AUS)      | 15e               |
| 45                | Amanda Spratt (AUS) (route) | 33e               |
| 46                | Alexis Rhodes (AUS)         | 46e               |

| Hitec Products-Mistral Home HPU | Hitec Products-Mistral Home HPU        | Hitec Products-Mistral Home HPU |
| ------------------------------- | -------------------------------------- | ------------------------------- |
| Num                             | Coureuse                               | Pos                             |
| 51                              | Emma Johansson (SWE) (route)           | 12e                             |
| 52                              | Sara Mustonen (SWE)                    | AB                              |
| 53                              | Emilie Moberg (NOR)                    | AB                              |
| 54                              | Elisa Longo Borghini (ITA)             | 23e                             |
| 55                              | Lise Hafsø Nøstvold (NOR)              | 59e                             |
| 56                              | Christel Ferrier-Bruneau (FRA) (route) | 61e                             |

| Be Pink BPK | Be Pink BPK                    | Be Pink BPK |
| ----------- | ------------------------------ | ----------- |
| Num         | Coureuse                       | Pos         |
| 61          | Noemi Cantele (ITA) (route)    | 31e         |
| 62          | Oxana Kozonchuk (RUS)          | 64e         |
| 63          | Julia Martisova (RUS)          | 51e         |
| 64          | Alena Amialiusik (BLR) (route) | 10e         |
| 65          | Silvia Valsecchi (ITA)         | AB          |
| 66          | Simona Frapporti (ITA)         | AB          |

| Faren-Honda FHT | Faren-Honda FHT         | Faren-Honda FHT |
| --------------- | ----------------------- | --------------- |
| Num             | Coureuse                | Pos             |
| 71              | Nicole Cooke (GBR)      | AB              |
| 72              | Fabiana Luperini (ITA)  | AB              |
| 73              | Luisa Tamanini (ITA)    | AB              |
| 74              | Jennifer Hohl (SUI)     | AB              |
| 75              | Giuseppina Grassi (MEX) | AB              |
| 76              | Rochelle Gilmore (AUS)  | AB              |

| RusVelo RVL | RusVelo RVL                | RusVelo RVL |
| ----------- | -------------------------- | ----------- |
| Num         | Coureuse                   | Pos         |
| 81          | Hanka Kupfernagel (GER)    | 16e         |
| 82          | Olga Zabelinskaïa (RUS)    | 29e         |
| 83          | Svetlana Boubnenkova (RUS) | 39e         |
| 84          | Natalja Bojarskaja (RUS)   | AB          |
| 85          | Romy Kasper (GER)          | 60e         |
| 86          | Irina Molicheva (RUS)      | 44e         |

| Lotto Belisol Ladies LBL | Lotto Belisol Ladies LBL | Lotto Belisol Ladies LBL |
| ------------------------ | ------------------------ | ------------------------ |
| Num                      | Coureuse                 | Pos                      |
| 91                       | Ludivine Henrion (BEL)   | 49e                      |
| 92                       | Sofie De Vuyst (BEL)     | AB                       |
| 94                       | Kaat Hannes (BEL)        | 58e                      |
| 95                       | Kim Schoonbaert (BEL)    | AB                       |
| 96                       | Cherise Willeit (RSA)    | AB                       |

| Dolmans-Boels DLT | Dolmans-Boels DLT          | Dolmans-Boels DLT |
| ----------------- | -------------------------- | ----------------- |
| Num               | Coureuse                   | Pos               |
| 101               | Pauliena Rooijakkers (NED) | AB                |
| 102               | Irene van den Broek (NED)  | AB                |
| 103               | Lieselot Decroix (BEL)     | 24e               |
| 104               | Laura van der Kamp (NED)   | AB                |
| 105               | Janneke Ensing (NED)       | AB                |
| 106               | Mascha Pijnenborg (NED)    | 62e               |

| MCipollini-Giambenini-Gauss MCG | MCipollini-Giambenini-Gauss MCG | MCipollini-Giambenini-Gauss MCG |
| ------------------------------- | ------------------------------- | ------------------------------- |
| Num                             | Coureuse                        | Pos                             |
| 111                             | Monia Baccaille (ITA)           | 40e                             |
| 112                             | Marta Bastianelli (ITA)         | AB                              |
| 113                             | Valentina Carretta (ITA)        | 54e                             |
| 114                             | Tatiana Guderzo (ITA)           | 25e                             |
| 115                             | Alessandra Borchi (ITA)         | AB                              |
| 116                             | Marta Tagliaferro (ITA)         | 65e                             |

| Skil Koga SKI | Skil Koga SKI              | Skil Koga SKI |
| ------------- | -------------------------- | ------------- |
| Num           | Coureuse                   | Pos           |
| 121           | Regina Bruins (NED)        | 69e           |
| 122           | Amy Pieters (NED)          | AB            |
| 123           | Suzanne de Goede (NED)     | AB            |
| 124           | Adrie Visser (NED)         | 5e            |
| 125           | Janneke Busser Kanis (NED) | AB            |
| 126           | Esra Tromp (NED)           | AB            |

| Vaiano Tepso VAI | Vaiano Tepso VAI             | Vaiano Tepso VAI |
| ---------------- | ---------------------------- | ---------------- |
| Num              | Coureuse                     | Pos              |
| 131              | Rasa Leleivytė (LTU) (route) | 19e              |
| 132              | Anna Trevisi (ITA)           | AB               |
| 133              | Alessia Martini (ITA)        | AB               |
| 134              | Aleksandra Sošenko (LTU)     | AB               |
| 135              | Eleonora Spaliviero (ITA)    | AB               |
| 136              | Urtė Juodvalkytė (LTU)       | AB               |

| Kleo Ladies KLT | Kleo Ladies KLT              | Kleo Ladies KLT |
| --------------- | ---------------------------- | --------------- |
| Num             | Coureuse                     | Pos             |
| 141             | Evelyn Arys (BEL)            | AB              |
| 142             | Anne Arnouts (BEL)           | 66e             |
| 143             | Annelies Van Doorslaer (BEL) | 50e             |
| 144             | Petra Dijkman (NED)          | AB              |
| 145             | Martina Corazza (ITA)        | 37e             |
| 146             | Marie Lindberg (SWE)         | AB              |

| Tibco-To the Top TIB | Tibco-To the Top TIB     | Tibco-To the Top TIB |
| -------------------- | ------------------------ | -------------------- |
| Num                  | Coureuse                 | Pos                  |
| 151                  | Megan Guarnier (USA)     | 21e                  |
| 152                  | Amanda Miller (USA)      | 57e                  |
| 153                  | Samantha Schneider (USA) | 38e                  |
| 154                  | Jennifer Purcell (USA)   | AB                   |
| 155                  | Jennifer Wheeler (USA)   | AB                   |
| 156                  | Lauren Hall (USA)        | 48e                  |

| SC Michela Fanini Rox MIC | SC Michela Fanini Rox MIC     | SC Michela Fanini Rox MIC |
| ------------------------- | ----------------------------- | ------------------------- |
| Num                       | Coureuse                      | Pos                       |
| 161                       | Valentina Scandolara (ITA)    | 68e                       |
| 162                       | Lorena Foresi (ITA)           | AB                        |
| 163                       | Alexandra Burtschenkowa (RUS) | AB                        |
| 164                       | Martina Růžičková (CZE)       | AB                        |
| 165                       | Michal Ella (ISR)             | AB                        |
| 166                       | Verónica Leal (MEX)           | AB                        |

| GSD Gestion ESG | GSD Gestion ESG                 | GSD Gestion ESG |
| --------------- | ------------------------------- | --------------- |
| Num             | Coureuse                        | Pos             |
| 172             | Mélanie Bravard (FRA)           | AB              |
| 173             | Christine Majerus (LUX) (route) | 8e              |
| 174             | Lina-Kristin Schink (GER)       | AB              |
| 175             | Anne-Marie Schmitt (LUX)        | AB              |
| 176             | Lucie Pader (FRA)               | AB              |

| Vienne Futuroscope FUT | Vienne Futuroscope FUT | Vienne Futuroscope FUT |
| ---------------------- | ---------------------- | ---------------------- |
| Num                    | Coureuse               | Pos                    |
| 181                    | Julie Beveridge (CAN)  | AB                     |
| 182                    | Karol-Ann Canuel (CAN) | AB                     |
| 183                    | Audrey Cordon (FRA)    | 17e                    |
| 184                    | Andrea Graus (AUT)     | AB                     |
| 185                    | Amélie Rivat (FRA)     | 20e                    |
| 186                    | Fiona Dutriaux (FRA)   | AB                     |

| Abus Nutrixxion NXX | Abus Nutrixxion NXX            | Abus Nutrixxion NXX |
| ------------------- | ------------------------------ | ------------------- |
| Num                 | Coureuse                       | Pos                 |
| 191                 | Belinda Goss (AUS)             | AB                  |
| 192                 | Daniela Gaß (GER)              | AB                  |
| 193                 | Anna-Bianca Schnitzmeier (GER) | AB                  |
| 194                 | Emma Mackie (AUS)              | AB                  |
| 195                 | Rachel Neylan (AUS)            | AB                  |
| 196                 | Marlen Jöhrend (GER)           | AB                  |

| Bizkaia-Durango BPD | Bizkaia-Durango BPD         | Bizkaia-Durango BPD |
| ------------------- | --------------------------- | ------------------- |
| Num                 | Coureuse                    | Pos                 |
| 201                 | Cristina Alcalde (ESP)      | AB                  |
| 202                 | Dorleta Eskamendi Gil (ESP) | AB                  |
| 203                 | Joanne Hogan (AUS)          | AB                  |
| 204                 | Anna Sanchis (ESP)          | AB                  |
| 205                 | Ane Santesteban (ESP)       | AB                  |
| 206                 | Andrea Fraile (ESP)         | AB                  |

| Fassa Bortolo-Servetto TOG | Fassa Bortolo-Servetto TOG | Fassa Bortolo-Servetto TOG |
| -------------------------- | -------------------------- | -------------------------- |
| Num                        | Coureuse                   | Pos                        |
| 211                        | Elena Berlato (ITA)        | AB                         |
| 212                        | Francesca Cauz (ITA)       | AB                         |
| 213                        | Soraya Paladin (ITA)       | AB                         |
| 214                        | Barbara Guarischi (ITA)    | AB                         |
| 215                        | Giulia Ronchi (ITA)        | AB                         |
| 216                        | Doris Schweizer (SUI)      | AB                         |

| Topsport Vlaanderen-Ridley VLL | Topsport Vlaanderen-Ridley VLL | Topsport Vlaanderen-Ridley VLL |
| ------------------------------ | ------------------------------ | ------------------------------ |
| Num                            | Coureuse                       | Pos                            |
| 221                            | Ine Beyen (BEL)                | 52e                            |
| 222                            | Latoya Brulee (BEL)            | AB                             |
| 223                            | Maaike Polspoel (BEL)          | 14e                            |
| 224                            | Els Belmans (BEL)              | AB                             |
| 225                            | Anisha Vekemans (BEL)          | AB                             |
| 226                            | Gilke Croket (BEL)             | AB                             |

| Sengers ___ | Sengers ___                | Sengers ___ |
| ----------- | -------------------------- | ----------- |
| Num         | Coureuse                   | Pos         |
| 231         | Kimberly Buyl (BEL)        | AB          |
| 232         | Céline Van Severen (BEL)   | AB          |
| 233         | Anna van der Breggen (NED) | 9e          |
| 234         | Inge Roggeman (BEL)        | AB          |
| 235         | Geerike Schreurs (NED)     | AB          |
| 236         | Birgit Lavrijssen (NED)    | AB          |

| Pays-Bas NED | Pays-Bas NED         | Pays-Bas NED |
| ------------ | -------------------- | ------------ |
| Num          | Coureuse             | Pos          |
| 241          | Annelies Visser      | AB           |
| 242          | Julia Soek           | AB           |
| 243          | Josien van Wingerden | 55e          |
| 244          | Sabrina Stultiens    | AB           |
| 245          | Jet Wildeman         | AB           |
| 246          | Kim de Baat          | AB           |

| Allemagne GER | Allemagne GER        | Allemagne GER |
| ------------- | -------------------- | ------------- |
| Num           | Coureuse             | Pos           |
| 251           | Sarah Lena Hofmann   | AB            |
| 252           | Lisa Poller          | AB            |
| 253           | Marie-Therese Ludwig | AB            |
| 254           | Lisa Küllmer         | AB            |
| 255           | Janine Bubner        | AB            |
| 256           | Lisa Fischer         | AB            |

| Suède SWE | Suède SWE         | Suède SWE |
| --------- | ----------------- | --------- |
| Num       | Coureuse          | Pos       |
| 261       | Beata Sandström   | AB        |
| 262       | Jessica Kihlbom   | AB        |
| 263       | Hanna Nilsson     | AB        |
| 264       | Linnea Sjöblom    | AB        |
| 265       | Martina Thomasson | AB        |

| États-Unis USA | États-Unis USA    | États-Unis USA |
| -------------- | ----------------- | -------------- |
| Num            | Coureuse          | Pos            |
| 271            | Kristin Armstrong | 2e             |
| 272            | Andrea Dvorak     | 28e            |
| 273            | Carmen Small      | 13e            |
| 274            | Kristin McGrath   | 43e            |
| 275            | Tayler Wiles      | 30e            |
| 276            | Kasey Clark       | AB             |

| Canada CAN | Canada CAN         | Canada CAN |
| ---------- | ------------------ | ---------- |
| Num        | Coureuse           | Pos        |
| 281        | Joëlle Numainville | 3e         |
| 282        | Rhae-Christie Shaw | AB         |
| 283        | Joanie Caron       | AB         |
| 284        | Leah Guloien       | AB         |
| 285        | Denise Ramsden     | 26e        |
| 286        | Leah Kirchmann     | 41e        |

Les dossards sont mal connus. Source,.